# Anisodes directata
Anisodes directata är en fjärilsart som beskrevs av Walker 1862. Anisodes directata ingår i släktet Anisodes och familjen mätare. Inga underarter finns listade i Catalogue of Life.